# Nimruz
Nimruz (persiska och pashto: نیمروز) är en provins i sydvästra Afghanistan, med gräns mot både Iran och Pakistan. Nimruz beräknades år 2022 ha omkring 190 000 invånare. Huvudort är staden Zaranj.
Majoriteten av invånarna är etniska balucher men i provinsen bor också stora grupper pashtuner, tadzjiker och uzbeker.

## Administrativ indelning
Provinsen är indelad i 5 distrikt.
- Char Burjak
- Chakhansur
- Kang
- Khash Rud
- Zaranj